# Mahmud Pașa
Mahmud Pașa (în sârbă/croată: Mahmud-paša Anđelović, chirilic: Махмуд-паша Анђеловић, turcă Veli Mahmud Pașa; 1420–1474) a fost Mare Vizir al Imperiului Otoman în 1456-1468 și din nou în 1472-1474, scriind poeme persane și turcești sub pseudonimul Adni.  El a fost un descendent al bizantinilor Angeloi și s-a născut creștin, dar a fost răpit pe când era copil de sultan potrivit practicii devșirme și crescut ca musulman la Edirne. Militar capabil, el a fost căsătorit cu o fiică a sultanului Mahomed al II-lea. După ce s-a remarcat la Asediul Belgradului (1456), el a fost ridicat la poziția de Mare Vizir ca o recompensă, succedându-i lui Zagan Pașa. De-a lungul mandatului său el a condus armate și l-a însoțit pe Mahomed al II-lea în propriile sale campanii militare.

## Origine și viață timpurie
După cucerirea otomană a Tesaliei în 1394, conducătorii din familia Angeloi Philanthropenoi s-au refugiat. Nepoții fie ai lui Alexios, fie ai lui Manuel, au fost Mahmud Pașa și fratele său Mihailo Anđelović. El ar putea fi fost înrudit și cu nobilii Alessio și Peter Spani prin Alexios al III-lea Angelos, care a fost probabil strămoșul lor. Deși sursele contemporane bizantine și Ibn Kemal îl consideră sârb, unele surse otomane de mai târziu îl consideră croat.[b]
El s-a născut în 1420, în satul Novo Brdo din Despotatul Serbiei al Imperiului Otoman (azi în Kosovo[a]). El a fost răpit în 1427, în timpul unei invazii otomane în Serbia, de către turcii otomani (devșirme, o practică otomană) și a fost trimis, împreună cu alți doi băieți la Edirne. Potrivit lui Laonikos Chalkokondyles, el a fost capturat de călăreții sultanului Murad al II-lea, în timp ce călătorea cu mama sa de la Novo Brdo la Smederevo. A fost crescut ca musulman în conformitate cu practica din acea vreme. Fratele său Mihail Angelovic a rămas în Serbia, dar el ar fi avansat rapid în rândurile birocrației otomane. Mama lor s-a mutat la Istanbul, rămânând în același timp creștină; ea a fost favorizată și i s-a acordat o proprietate funciară de către sultan.

## Viață
Militar capabil, el a fost căsătorit cu o fiică a sultanului Mahomed al II-lea. Dupa ce s-a distins în Asediul Belgradului (1456), el a fost ridicat la poziția de Mare Vizir ca o recompensă, succedându-i lui Zagan Pașa. De-a lungul carierei sale el a condus armate sau l-a însoțit pe Mahomed al II-lea în propriile sale campanii.
În 1458, despotul sârb Lazar Branković a murit. Mihailo, fratele lui Mahmud, a devenit membru al unui consiliu de regență, dar a fost detronat în curând de facțiunea anti-otomană și pro-maghiară de la curtea sârbă. Ca reacție, Mahmud a fost trimis de Mahomed, care la acel moment se afla în campanie în Moreea pentru a calma situația. De asemenea, Mahmud a fost trimis și cu scopul de a afla mai multe despre intențiile noului rege al Ungariei, Matia Corvin. Acesta a atacat și confiscat Cetatea Smederevo și a confiscat câteva fortificații suplimentare aflate în vecinătatea sa. Amenințat de o posibilă intervenție maghiară el a fost nevoit totuși să se retragă înspre sud și să se alăture forțelor sultanului Mahomed al II-lea la Skopje.
În 1461, el l-a însoțit pe Mahomed în campania sa împotriva Imperiului din Trapezunt, ultimul supraviețuitor al Imperiului Bizantin. Mahmud a negociat predarea orașului Trapezunt, împreună cu trezorierul său, savantul George Amiroutzes, care era și vărul său.
În 1463 Mahmud a condus invazia și cucerirea statului vasal otoman Bosnia, chiar dacă un tratat de pace între Bosnia și otomani tocmai fusese reînnoit. El l-a capturat pe regele bosniac, Stephen Tomašević, la Ključ, și a obținut de la el cedarea țării către Imperiul Otoman.
Angelović l-a însoțit pe Mahomed al II-lea, când acesta din urmă a atacat Albania Veneta în vara anului 1467. Skanderbeg, care era pe atunci aliat cu venețienii, s-a retras în munți în timp ce Angelović l-a urmărit, dar nu a reușit să-l găsească, deoarece Skanderbeg a reușit să fugă pe coastă. Potrivit lui Tursun Beg și Ibn Kemal, Angelović a înotat prin Bojana, a atacat cetatea Scutari controlată de venețieni și a prădat zona înconjurătoare.
Mahmud a fost demis în 1468 ca urmare a mașinațiunilor succesorului său, Rom Mehmed Pașa, aparent din cauza unor nereguli în ceea ce privește relocarea foștilor locuitori din Karaman la Constantinopol după cucerirea anterioară a Karamanului în acel an. El a fost reinstalat în 1472, dar relațiile sale cu sultanul au fost acum încordate. El a fost demis și executat în 1474, din cauza fiului lui Mahomed, prințul Mustafa. Mahmud era certat cu Mustafa după divorțul său de a doua sa soție pentru că a petrecut o noapte în aceeași casă cu Mustafa în timp ce Mahmud lipsea de acasă deoarece participa la campania din 1473. Moartea ulterioară a lui Mustafa în 1474 a fost chiar atribuită de cronicile ulterioare otrăvirii sale de către Mahmud.

## Adnotări
1. ^ Statusul regiunii Kosovo: Kosovo este obiectul unei dispute teritoriale între Republica Serbia și auto-proclamata Republica Kosovo. Aceasta din urmă și-a declarat unilateral independența la 17 februarie 2008, în timp ce Serbia a pretins că ea face parte din teritoriul său suveran. Republica Kosovo (ROK) este recunoscută de 91 state membre ale ONU (47,2%).
2. ^ Etnicitatea lui Mahmud-Pașa este disputată.[1] Bazându-se în primul rând pe o singură sursă, care spune că Mahmud Pașa a fost capturat în timp ce era copil și mergea de la Novo Brdo la Smederevo, cei mai mulți istorici moderni acceptă că locul de origine al lui Mahmud Pașa este orașul sârb Novo Brdo (azi în Kosovo).[1] Lucrările contemporane Ecthesis Chronica și Historia Patriarchia afirmă că el era originar din Serbia.[1] Ibn Kemal este singura sursă otomană care afirmă în mod explicit că el era „din străfundurile Serbiei” (Novo Brdo).[1] Gabriel Piterberg pretinde că el provenea din familia nobiliară bizantino-sârbă Angelovic.[16] Unii autori otomani oferă o altă informație: biograful din secolul al XVI-lea Asik Celebi spune că Mahmud era originar din Kruševac.[1]
Alți istorici otomani precum Ata, Sureyya și Osmanzade Taib susțin că el era croat (Hrovati) de origine.[1] Această informație despre originea croată este întărită printr-o scrisoare scrisă de Mahmud Pașa către Republica Ragusa în 1467, în care el semna cu numele de „Abogović Hrvat” (Abogović Croatul).[1] Trei puncte fac neplauzibilă ultima presupunere: ea este contrazisă de toate sursele bizantine[1], ea ar implica că el s-a născut catolic - lucru ciudat având în vedere relațiile sale cu creștinii ortodocși bizantini[1] și originea sa geografică din Serbia - ambele din locurile posibile de naștere erau în lumea sârbă/ortodoxă, departe de influența catolică.[1] Au existat unele confuzii considerabile asupra termenilor „croat” și „sârb” în acele vremuri, ceea ce sugerează că „croat” ar însemna în acest caz cineva din zona slavică sudică.[1]

Surse moderne care indică originea etnică sârbă:[1][16][17][18]

Surse moderne care indică originea etnică croată:[1][3][17][19]